# Etelnodo
Etelnodo, Egelnodo ou Ednodo (também Æthelnoth, Aethelnoth, Ethelnoth, Egelnodus ou Ednodus; morto em 29 de outubro de 1038) foi um arcebispo da Cantuária durante a Idade Média. Foi chamado de 'o Bom' e ganhou fama por sua sabedoria.

## Juventude
Etelnodo era filho de Etelmar, o Bravo e neto de Etelvardo, o Historiador, que era tataraneto de Etelredo I. Na visão de Frank Barlow, ele provavelmente era tio de Goduíno de Wessex. Foi batizado por Dunstano, e na abadia de Glastonbury contou-se uma história que, quando o bebê foi batizado, sua mão fez um movimento muito parecido com o que o arcebispo faz quando dá a bênção. Devido a este movimento, Dunstano teria profetizado que Etelnodo se tornaria um arcebispo.
Etelnodo tornou-se monge em Glastonbury, posteriormente tornou-se deão do mosteiro do priorado da Igreja de Cristo, em Cantuária, o capítulo da catedral da diocese de Cantuária. Foi também capelão para o rei Canuto da Inglaterra e Dinamarca. Em 13 de novembro de 1020, Etelnodo foi consagrado arcebispo da Cantuária. A nomeação de Etelnodo, provavelmente, foi um gesto de apaziguamento, uma vez que o irmão de Etelnodo, Etelvardo, tinha sido executado em 1017 pelo rei Canuto, que também baniu um cunhado chamado Etelvardo em 1020. Há alguns indícios de que ele foi aluno de Elfrico de Eynsham.

## Arcebispo da Cantuária
Em 1022, Etelnodo foi para Roma para receber o pálio, e foi recebido pelo Papa Bento VIII. Em sua viagem de volta, comprou uma relíquia de Santo Agostinho de Hipona, por 100 talentos de prata e um talento de ouro, e doou-a para a abadia de Coventry. Presidiu também a translação das relíquias de Santo Alfege. Em 1022, Etelnodo consagrou Gerbrando como bispo de Roskilde, na Escandinávia. O arcebispo de Hamburgo-Brema era o metropolita de Roskilde, e o fato de que Gerbrando foi consagrado por um arcebispo inglês causou posteriormente atrito entre o bispo e seu metropolita. O rei Canuto foi forçado a admitir, que no futuro, não mais nomearia bispos na arquidiocese de Brema sem a recomendação do arcebispo metropolita.
Etelnodo consagrou ainda mais dois bispos do País de Gales, em um Llandaff e outro em São David. O cronista medieval Guilherme de Malmesbúria elogiou a sabedoria de Etelnodo. Uma história, de autenticidade duvidosa, conta como ele se recusou a coroar o rei Haroldo I, filho ilegítimo de Canuto II, uma vez que havia prometido apenas coroar o filho do rei com sua esposa, Emma.

## Morte e legado
Etelnodo morreu em 29 de outubro de 1038, ou, possivelmente, no dia anterior ou posterior a essa data. Foi enterrado na Catedral de Cantuária. É considerado santo, e sua festa litúrgica ocorre no dia 30 de outubro. Não há nenhuma evidência contemporânea ou posterior de um culto sendo-lhe prestado em Cantuária ou em outro lugar.